# يو إف سي 9
يو إف سي 9: جنون موتور سيتي (بالإنجليزية: UFC 9: Motor City Madness)‏ هو حدث لفنون القتال المختلطة نظمته يو إف سي، أُقيم في 17 مايو 1996، على كوبو أرينا في ديترويت، ميشيغان، الولايات المتحدة.